# Joan of Arc: Siege & the Sword
Joan of Arc: Siege & the Sword é um videogame de 1989 publicado pela Broderbund.

## Jogabilidade
Joan of Arc: Siege & the Sword é um jogo em que o jogador é Carlos IV da França em 1428 e deve usar o exército "milagre" de Joana contra duques franceses rebeldes e os ingleses invasores.

## Recepção
Chris Lombardi revisou o jogo para o Computer Gaming World e afirmou que "Ele tem um cenário maravilhoso, uma 'aparência e sensação' agradável e elementos que realmente capturam o espírito do período histórico, mas a prevalência e a natureza das sequências de ação, juntamente com as peculiaridades do Al e do design, impedem que seja "tudo o que poderia ser" e impedem que alguém ofereça uma recomendação sincera."

## Avaliações
- The Games Machine - Jan, 1989[2]
- Atari ST User - Mar, 1989[3]
- Info - Jul, 1990[4]
- Commodore User - Dec, 1988[5]
- The One - Dec, 1988[6]
- Amiga User International - Jan, 1989[7]
- Amiga World - May, 1990[8]